# باتر ولی گولف پورت
باتر ولی گولف پورت (به انگلیسی: Butter Valley Golf Port) یک فرودگاه همگانی بهره‌برداری هوایی است که یک باند فرود آسفالت و چمن دارد و طول باند آن ۷۳۸ متر است. این فرودگاه در کشور ایالات متحده آمریکا قرار دارد و در ارتفاع ۱۵۲ متری از سطح دریا واقع شده‌است.